# Artiom Nycz
Artiom Jurjewicz Nycz (ros. Артём Юрьевич Ныч, ur. 21 marca 1995 w Kemerowie) – rosyjski kolarz szosowy.

## Osiągnięcia
Opracowano na podstawie:

2014
- 3. miejsce w mistrzostwach Rosji U23 (start wspólny)
- 1. miejsce w klasyfikacji młodzieżowej Tour of Szeklerland

2015
- 2. miejsce w Trofeo Piva
- 1. miejsce w mistrzostwach Rosji U23 (start wspólny)

2017
- 2. miejsce w mistrzostwach Rosji (start wspólny)
- 3. miejsce w Gran Premio di Poggiana

2019
- 3. miejsce w mistrzostwach Rosji (jazda indywidualna na czas)

2021
- 1. miejsce w mistrzostwach Rosji (start wspólny)

## Rankingi
| Rok             | 2014 | 2015 | 2016 | 2017 | 2018 | 2019 | 2020  | 2021 | 2022 | 2023 | 2024 |
| --------------- | ---- | ---- | ---- | ---- | ---- | ---- | ----- | ---- | ---- | ---- | ---- |
| World Ranking   |      |      | 617. | 544. | 536. | 734. | 1341. | 323. | -    | 555. | 362. |
| UCI Europe Tour | 628. | 286. | 377. | 307. | 364. | 534. | 1020. | 272. | -    | -    | -    |
|                 |      |      |      |      |      |      |       |      |      |      |      |
| Źródło: UCI     |      |      |      |      |      |      |       |      |      |      |      |